# Nina Schultz (atleet)
Nina Schultz (New Westminster, 12 november 1998), ook wel Zhèng Nīnàlì en Nina Li Schultz is een Canadees-Chinees atlete, die uitkomt op de zevenkamp.
Ze werd geboren in Canada, en heeft een Duitse vader en Chinese moeder. Oorspronkelijk kwam ze uit voor Canada, maar sinds april 2021 komt ze uit voor China.
Op de Olympische Zomerspelen van 2020 nam ze voor China deel aan de zevenkamp. Ze eindigde op de tiende plaats.
Ook won ze op de Asian Games, en op de Asian Indoor-kampioenschappen.